# 吕尔绍
吕尔绍（德語：Lürschau）是德国石勒苏益格－荷尔斯泰因州的一个市镇。总面积16.51平方公里，总人口1127人，其中男性567人，女性560人（2011年12月31日），人口密度68人/平方公里。